# Eurojackpot

Eurojackpot

Eurojackpot é uma lotaria transnacional Europeia lançada em março de 2012. Os países participantes da lotaria são: Croácia, República Checa, Dinamarca, Estónia, Finlândia, Alemanha, Hungria, Islândia, Itália, Letónia, Lituânia, Países Baixos, Noruega, Eslovénia, Eslováquia, Espanha, Polónia, Suécia e Grécia. O Jackpot mínimo é de €10 000 000 e pode acumular até ao máximo de  €90 000 000. Jogar Eurojackpot custa €2 por aposta. O objectivo é acertar em 5 números principais entre 50 mais 2 Euronúmeros (suplementares) entre 10; As probabilidades de ganhar o jackpot são de 1: 95 344 200. Há 12 categorias de prémios no EuroJackpot
O sorteio do eurojackpot ocorre todas as sextas-feiras às 19.00 horas (Portugal Continental) em Helsínquia. A verificação dos bilhetes vencedores é feita na Alemanha e Dinamarca.

## Probabilidades
|             | Números | Probabilidade de ganhar |
| ----------- | ------- | ----------------------- |
| 1 (jackpot) | 5 + 2   | 1 : 95 344 200          |
| 2           | 5 + 1   | 1 : 5 959 013           |
| 3           | 5       | 1 : 3 405 150           |
| 4           | 4 + 2   | 1 : 423 752             |
| 5           | 4 + 1   | 1 : 26 485              |
| 6           | 4       | 1 : 15 134              |
| 7           | 3 + 2   | 1 : 9 631               |
| 8           | 2 + 2   | 1 : 672                 |
| 9           | 3 + 1   | 1 : 602                 |
| 10          | 3       | 1 : 344                 |
| 11          | 1 + 2   | 1 : 128                 |
| 12          | 2 + 1   | 1 : 42                  |

## Funcionamento do jackpot
Comparado com outras lotarias como o EuroMilhões e o Loto alemão 6 aus 49, o EuroJackpot foi projectado para pagar muito mais frequentemente (probabilidades de 1:95 milhões versus os 1:117 milhões do EuroMilhões e mais de 1:139 milhões do loto alemão). Devido às probabilidades de pagamento mais baixas, não se antecipa que este loto avolume jackpots de valores recorde como o EuroMilhões, pois calcula-se que seja pago muito antes.

## Prémios históricos
| Lugar | Data       | Prémio em euros | Prémio em libras | País            |
| ----- | ---------- | --------------- | ---------------- | --------------- |
| 1     | 2019-08-23 | 90.000.000,00   | 82,399,500.00    | Finlândia       |
| 1     | 2016-10-14 | 90.000.000,00   | 81,022,500.00    | Alemanha        |
| 1     | 2018-02-09 | 90.000.000,00   | 79,744,500.00    | Finlândia       |
| 1     | 2020-05-01 | 90.000.000,00   | 79,672,500.00    | Alemanha        |
| 1     | 2020-02-07 | 90.000.000,00   | 76,436,550.00    | Alemanha        |
| 1     | 2015-05-15 | 90.000.000,00   | 65,506,050.00    | República Checa |
| 7     | 2017-04-14 | 86.970.702,80   | 73,677,230.88    | Finlândia       |
| 8     | 2016-07-29 | 84.777.435,80   | 71,628,031.62    | Alemanha        |
| 9     | 2016-03-25 | 76.766.891,40   | 60,665,419.76    | Alemanha        |
| 10    | 2019-02-08 | 63.248.942,30   | 55,367,807.84    | Alemanha        |
| 11    | 2014-09-12 | 61.170.752,70   | 48,811,202.12    | Finlândia       |
| 12    | 2014-12-05 | 58.693.173,90   | 46,215,005.13    | Alemanha        |
| 13    | 2014-04-04 | 57.275.841,60   | 47,351,370.15    | Finlândia       |
| 14    | 2016-01-01 | 49.685.851,50   | 36,638,098.47    | Alemanha        |
| 15    | 2015-02-20 | 49.670.283,00   | 36,678,772.13    | Dinamarca       |
| 16    | 2015-07-24 | 46.154.745,90   | 32,663,944.45    | Finlândia       |
| 17    | 2013-04-12 | 46.079.338,80   | 39,388,618.81    | Alemanha        |
| 18    | 2013-07-19 | 41.522.930,10   | 35,730,481.35    | Alemanha        |
| 19    | 2015-09-04 | 38.878.827,50   | 28,567,968.05    | Finlândia       |
| 20    | 2015-11-13 | 32.657.956,90   | 23,091,624.88    | Alemanha        |
| 21    | 2015-10-09 | 31.579.233,10   | 23,412,685.52    | Espanha         |
| 22    | 2013-01-25 | 29.540.641,50   | 25,168,626.56    | Finlândia       |
| 23    | 2016-04-22 | 29.071.164,30   | 22,649,198.75    | Alemanha        |
| 24    | 2014-05-16 | 28.207.473,90   | 22,962,999.32    | Eslovénia       |
| 25    | 2012-08-10 | 27.545.857,50   | 21,576,670.18    | Alemanha        |
| 26    | 2015-06-05 | 23.251.598,30   | 16,926,117.24    | Finlândia       |
| 27    | 2012-10-26 | 21.320.215,00   | 17,120,132.65    | Dinamarca       |
| 28    | 2013-09-27 | 21.256.582,40   | 17,810,890.39    | Finlândia       |
| 29    | 2013-12-06 | 21.047.334,80   | 17,635,561.83    | Eslovénia       |
| 30    | 2012-05-11 | 19.536.863,80   | 15,713,499.55    | Alemanha        |
| 31    | 2016-01-22 | 19.379.323,30   | 14,667,047.05    | Finlândia       |
| 32    | 2014-06-20 | 19.318.051,40   | 15,440,918.48    | Alemanha        |
| 33    | 2014-12-26 | 17.783.911,00   | 13,927,469.90    | Finlândia       |
| 34    | 2014-01-10 | 17.283.821,50   | 14,335,201.55    | Croácia         |
| 35    | 2014-10-03 | 16.606.337,30   | 13,010,234.96    | Alemanha        |
| 36    | 2013-08-16 | 15.541.392,00   | 13,259,915.65    | Itália          |
| 37    | 2016-05-06 | 14.476.862,80   | 11,440,196.06    | Alemanha        |
| 38    | 2013-05-03 | 13.486.561,10   | 11,363,776.38    | Noruega         |
| 39    | 2013-10-18 | 13.308.947,80   | 11,263,362.52    | Alemanha        |
| 40    | 2012-08-24 | 11.265.231,40   | 08,916,430.65    | Alemanha        |
| 41    | 2016-10-21 | 10.549.199,70   | 09,387,310.22    | Alemanha        |
| 42    | 2016-05-13 | 10.000.000,00   | 07,874,600.00    | Finlândia       |

O primeiro jackpot recordista do EuroJackpot foi pago dia 15 de Maio de 2015 a uma pessoa da cidade de Pardubice na República Checa, que arrecadou um jackpot de 90 000 000,00 Euro.

## História
A criação da lotaria EuroJackpot foi inicialmente proposta em 2006, para competir com o EuroMilhões. Devido ao número elevado de participantes, o EuroMilhões consegue pagar jackpots significativamente superiores aos oferecidos pelas lotarias nacionais. Após testemunhar o sucesso do EuroMilhões, a Alemanha, a Finlândia, Dinamarca, Eslovénia, Itália e a Holanda encontram-se em Amesterdão em Novembro de 2011 para completarem as negociações da Lotaria do EuroJackpot que seria lançada em 2012. Após as negociações, a Estónia também decidiu participar nesta lotaria. Os primeiros bilhetes foram vendidos a 17 de Março de 2012 e o primeiro sorteio ocorreu a 23 de Março de 2012.
A Espanha aderiu ao Eurojackpot a 30 de Junho de 2012 tendo a concessão e receitas da venda de bilhetes sido dada à ONCE, a Organização nacional de cegos de Espanha. A 1 de Fevereiro de 2013, a Croácia, Islândia, Letónia, Lituânia, Noruega e Suécia, juntaram-se à lotaria. A República Checa e a Hungria, juntaram-se ao EuroJackpot a 10 de Outubro de 2014. Em comparação o EuroJackpot tem uma audiência potencial superior ao EuroMilhões, considerando a população dos países participantes no EuroJackpot 270 milhões, em comparação com os 217 milhões. do EuroMilhões.

## Quem pode jogar?
Eurojackpot está disponível para os residentes dos países participantes i.e. Croácia, Dinamarca, Estónia, Finlândia, Alemanha, Islândia, Itália, Letónia, Lituânia, Holanda, Noruega, Eslovénia, Espanha e Suécia. A República Checa e a Hungria aderiram em Outubro de 2014. Os organizadores também disponibilizam páginas web locais, onde é possível ver os sorteios em deferido pouco depois da extração.
A Espanha é o único país que participa no EuroMilhões e EuroJackpot simultaneamente.

## Operadores privados
Existem vários provedores de lotaria independentes que disponibilizam páginas web onde é possível apostar no EuroJackpot. Alguns destes operadores possuem uma licença legal e outros não. Normalmente os bilhetes de lotaria apenas podem ser comprados por adultos, de acordo com a idade legal de maioridade nos países relevantes. O Reino Unido Gambling Commission emite licenças a operadores privados para oferecerem apostas no resultado de lotarias locais e mundiais.